# Dicranomyia (Zelandoglochina) bigoti
Dicranomyia (Zelandoglochina) bigoti is een tweevleugelige uit de familie steltmuggen (Limoniidae). De soort komt voor in het Neotropisch gebied.